# Sulcodrepanus sulcicollis
Sulcodrepanus sulcicollis är en skalbaggsart som beskrevs av François Louis Nompar de Caumont de Laporte 1840. Sulcodrepanus sulcicollis ingår i släktet Sulcodrepanus och familjen bladhorningar. Inga underarter finns listade i Catalogue of Life.